# Rougé
Pour les articles homonymes, voir Rougé (homonymie).
Rougé est une commune de l'Ouest de la France, située dans le département de la Loire-Atlantique, en région Pays de la Loire.

## Géographie

Situation de la commune de Rougé dans le département de la Loire-Atlantique.

Rougé est située à 10 km au nord-ouest de Châteaubriant.
Les communes limitrophes sont Soulvache, Fercé, Noyal-sur-Brutz, Soudan, Châteaubriant et Ruffigné en Loire-Atlantique, Teillay en Ille-et-Vilaine.
| Teillay Ille-et-Vilaine  | Soulvache     | Fercé           |
| Ruffigné                 | Rougé         | Noyal-sur-Brutz |
| Saint-Aubin-des-Châteaux | Châteaubriant | Soudan          |

### Climat
Pour des articles plus généraux, voir Climat des Pays de la Loire et Climat de la Loire-Atlantique.
En 2010, le climat de la commune est de type climat océanique altéré, selon une étude du CNRS s'appuyant sur une série de données couvrant la période 1971-2000. En 2020, Météo-France publie une typologie des climats de la France métropolitaine dans laquelle la commune est exposée à un climat océanique et est dans la région climatique  Bretagne orientale et méridionale, Pays nantais, Vendée, caractérisée par une faible pluviométrie en été et une bonne insolation. 
Pour la période 1971-2000, la température annuelle moyenne est de 11,6 °C, avec une amplitude thermique annuelle de 13,4 °C. Le cumul annuel moyen de précipitations est de 725 mm, avec 12,1 jours de précipitations en janvier et 6,5 jours en juillet. Pour la période 1991-2020, la température moyenne annuelle observée sur la station météorologique de Météo-France la plus proche, sur la commune de Soudan à 12 km à vol d'oiseau, est de 12,2 °C et le cumul annuel moyen de précipitations est de 826,4 mm,. Pour l'avenir, les paramètres climatiques de la commune estimés pour 2050 selon différents scénarios d'émission de gaz à effet de serre sont consultables sur un site dédié publié par Météo-France en novembre 2022.

## Urbanisme

### Typologie
Au 1er janvier 2024, Rougé est catégorisée commune rurale à habitat dispersé, selon la nouvelle grille communale de densité à sept niveaux définie par l'Insee en 2022.
Elle est située hors unité urbaine. Par ailleurs la commune fait partie de l'aire d'attraction de Châteaubriant, dont elle est une commune de la couronne,. Cette aire, qui regroupe 20 communes, est catégorisée dans les aires de moins de 50 000 habitants,.

### Occupation des sols
L'occupation des sols de la commune, telle qu'elle ressort de la base de données européenne d’occupation biophysique des sols Corine Land Cover (CLC), est marquée par l'importance des territoires agricoles (90,7 % en 2018), une proportion sensiblement équivalente à celle de 1990 (91 %). La répartition détaillée en 2018 est la suivante : 
prairies (35,2 %), zones agricoles hétérogènes (33,5 %), terres arables (22 %), forêts (7,4 %), zones urbanisées (1 %), milieux à végétation arbustive et/ou herbacée (0,8 %). L'évolution de l’occupation des sols de la commune et de ses infrastructures peut être observée sur les différentes représentations cartographiques du territoire : la carte de Cassini (XVIIIe siècle), la carte d'état-major (1820-1866) et les cartes ou photos aériennes de l'IGN pour la période actuelle (1950 à aujourd'hui).

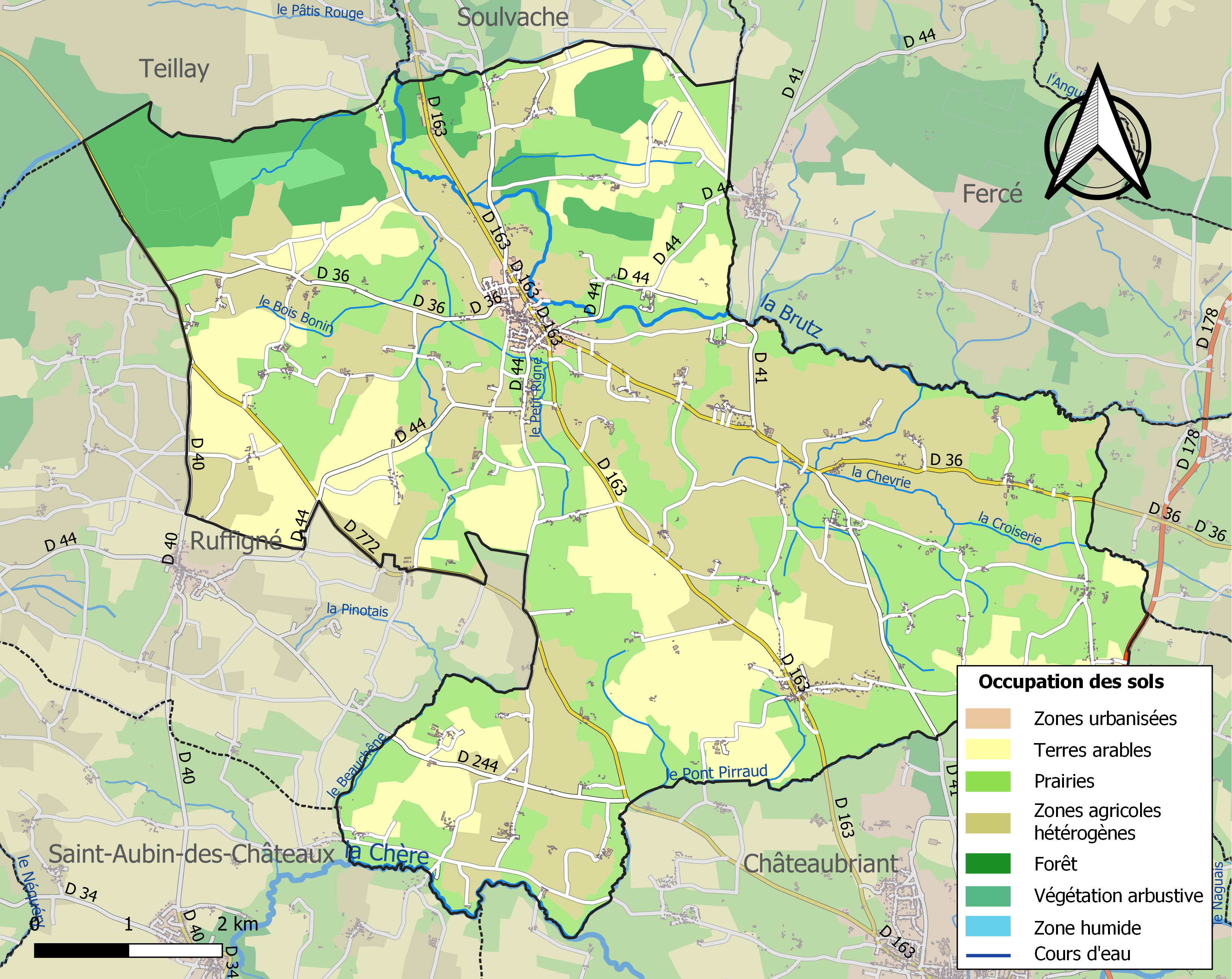
Carte des infrastructures et de l'occupation des sols de la commune en 2018 (CLC).

## Toponymie
Le nom de la localité est attesté sous les formes Rubiacensis condita au XIe siècle, Rugiacum au XIIe siècle.
La forme Rubiacensis est une latinisation avec le suffixe -ensi(s) indiquant l'appartenance, sur le radical Rubiac-, celle du XIIe siècle est une latinisation d'après la forme française dans laquelle Rubia- a déjà donné Rouge-, selon la même évolution phonétique que rubeus, -um, -a « rougeâtre » > rouge.
Selon Albert Dauzat, il s'agit du type toponymique Rubiacum qui a donné les Rougé, Robiac, Rouffach, etc., nom de lieu basé sur le suffixe -acum et le nom de personne gallo-romain Rubius ou Rubbius.
En gallo, la langue d'oïl locale, Rougé est prononcé [ʁu.ʒə],. L'adaptation écrite de cette prononciation, Roujë, n'est pas attestée historiquement avant le XXIe siècle, le gallo étant une langue de tradition orale.
La forme bretonne proposée par l'Office public de la langue bretonne est Ruzieg.

## Histoire
Fief d'origine de l'ancienne famille des seigneurs de Rougé. Anciennement, un château dominait la ville et ses environs, sur le lieu actuel de l'église néo-gothique de Rougé, mais ce premier château fut détruit en 1173 par des mercenaires brabançons du roi d'Angleterre. En 1619 le P. du Paz en écrivait : « Ce fort beau chasteau, chef et siège d'une belle et antique chastellenie, a esté tellement ruisné et demoly, que maintenant peut-on à grant peine en remarquer les vestiges ; car l'emplacement mesme a esté baillé à féage et peut-on en dire comme de la ville de Troye Nunc seges est ubi Troia fuit » (Histoire généalogique de plusieurs maisons de Bretagne).
La châtellenie de Rougé se composait à l'origine de trois grands fiefs : Rougé-à-Rougé, Rougé-à-Thourie et Rougé-au-Teil (Le Theil-de-Bretagne). Ces deux derniers formèrent avec le temps la vicomté de Tourie et la châtellenie du Teil. Traitons ici de Rougé-à-Rougé, châtellenie appelée aussi dans les derniers siècles Rougé-à-Soulvache, après la destruction du château de Rougé. Cette seigneurie s'étendait en 1560 dans six paroisses : Rougé, Ruffigné, Lalleu-Saint-Jouin, Ercé-en-Lamée, Soulvache et Saint-Jean de Béré (Archives du Parlement de Bretagne, 13 reg. des édits, 119) ; mais à l'origine, comme nous l'avons vu, les sires de Rougé avaient des droits de haute, moyenne et basse justice jusqu'en Le Theil, Thourie et Piré, d'un côté, — Saint-Aubin-des-Châteaux et Saint-Vincent-des-Landes, de l'autre.
Outre les châteaux de Rougé et de Soulvache, le domaine proche de la châtellenie de Rougé comprenait : la forêt Neuve, adjacente à celle de Teillay — les bois de la Garenne et du Plessix de Rougé s'entrejoignant — un moulin à vent en Rougé et le moulin à vent des Mortiers en Ruffigné.
Des nombreux vassaux des sires de Rougé, nous retiendrons les seigneuries de la Minière, d'Hugères, de Chamballan, etc.
La Châtellenie de Rougé fut possédée par plusieurs familles :
- les seigneurs de Rougé.
- la famille de Châteaugiron
- la famille de Rieux
- la famille de Laval
- la maison de Montmorency
- et la maison de Bourbon-Condé

Le combat du bois de Rougé est un affrontement entre les Chouans et l'armée républicaine qui eut lieu en juin 1794.

## Politique et administration

### Liste des maires

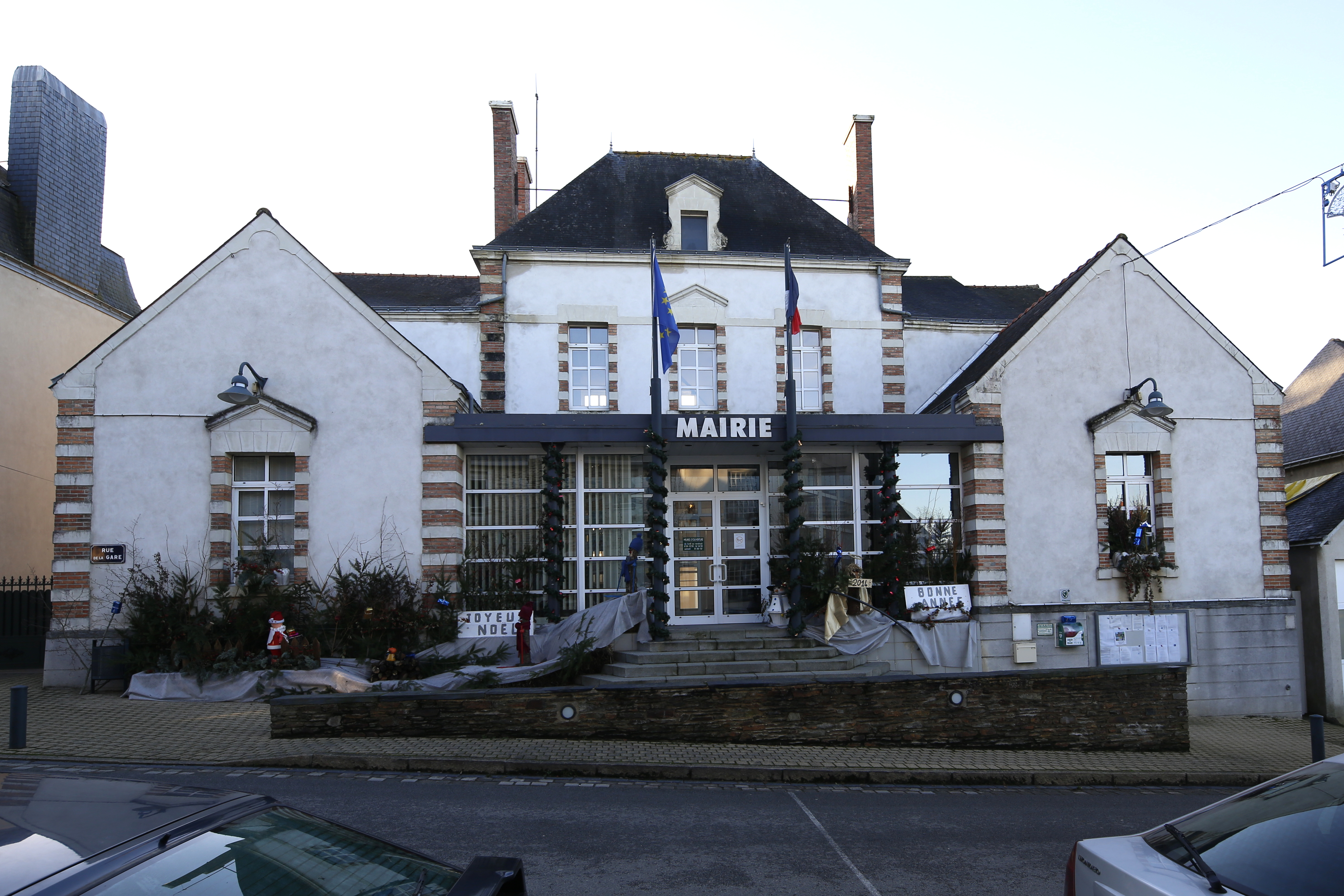
La mairie.

| Période                                  | Période   | Identité                     | Étiquette    | Qualité                                                         |
| ---------------------------------------- | --------- | ---------------------------- | ------------ | --------------------------------------------------------------- |
| 1811                                     | 1822      | Amand Leroy                  |              |                                                                 |
| Les données manquantes sont à compléter. |           |                              |              |                                                                 |
|                                          | 1906      | M. Guéhéneuc                 |              | Décédé en fonction                                              |
| février 1906                             |           | Pierre Créant (1844-1924)    | Conservateur | Propriétaire, notaire Conseiller général de Rougé (1904 → 1919) |
| Les données manquantes sont à compléter. |           |                              |              |                                                                 |
| v. 1928                                  |           | Georges Lelièvre             | URD          | Notaire Conseiller d'arrondissement (1925 → 1931)               |
| février 1939                             | mars 1965 | Jean-Marie Digue (1893-1976) |              |                                                                 |
| mars 1965                                | mars 1977 | Alexandre Rabu (1911-1996)   |              |                                                                 |
| mars 1977                                | juin 1995 | Albert Baron                 | DVG          | Retraité                                                        |
| juin 1995                                | mars 2014 | Jacques Lemaître             | RPR puis UMP | Agriculteur                                                     |
| mars 2014                                | mai 2020  | Jeannette Boisseau           | DVD          | Agricultrice                                                    |
| mai 2020                                 | En cours  | Jean-Michel Duclos           | T44          | Agriculteur                                                     |

### Intercommunalité
La commune de Rougé est membre de la communauté de communes du Castelbriantais, puis de la communauté de communes Châteaubriant-Derval.

## Population et société

### Démographie
Selon le classement établi par l'Insee, Rougé fait partie de l'aire urbaine, de la zone d'emploi et du bassin de vie de Châteaubriant. Elle n'est intégrée dans aucune unité urbaine. Toujours selon l'Insee, en 2010, la répartition de la population sur le territoire de la commune était considérée comme « peu dense » : 78 % des habitants résidaient dans des zones « peu denses »  et 22 % dans des zones « très peu denses ».

#### Évolution démographique
L'évolution du nombre d'habitants est connue à travers les recensements de la population effectués dans la commune depuis 1793. Pour les communes de moins de 10 000 habitants, une enquête de recensement portant sur toute la population est réalisée tous les cinq ans, les populations de référence des années intermédiaires étant quant à elles estimées par interpolation ou extrapolation. Pour la commune, le premier recensement exhaustif entrant dans le cadre du nouveau dispositif a été réalisé en 2005.

En 2022, la commune comptait 2 152 habitants, en évolution de −3,8 % par rapport à 2016 (Loire-Atlantique : +6,68 %, France hors Mayotte : +2,11 %).
| 1793  | 1800  | 1806  | 1821  | 1831  | 1836  | 1841  | 1846  | 1851  |
| ----- | ----- | ----- | ----- | ----- | ----- | ----- | ----- | ----- |
| 2 000 | 2 134 | 2 083 | 2 404 | 2 295 | 2 437 | 2 272 | 2 603 | 2 710 |

| 1856  | 1861  | 1866  | 1872  | 1876  | 1881  | 1886  | 1891  | 1896  |
| ----- | ----- | ----- | ----- | ----- | ----- | ----- | ----- | ----- |
| 2 672 | 2 705 | 2 780 | 2 813 | 2 712 | 2 782 | 2 811 | 2 785 | 2 734 |

| 1901  | 1906  | 1911  | 1921  | 1926  | 1931  | 1936  | 1946  | 1954  |
| ----- | ----- | ----- | ----- | ----- | ----- | ----- | ----- | ----- |
| 2 665 | 2 627 | 2 625 | 2 408 | 2 357 | 2 249 | 2 099 | 2 229 | 2 179 |

| 1962  | 1968  | 1975  | 1982  | 1990  | 1999  | 2005  | 2006  | 2010  |
| ----- | ----- | ----- | ----- | ----- | ----- | ----- | ----- | ----- |
| 2 011 | 1 995 | 1 982 | 2 055 | 2 167 | 2 141 | 2 251 | 2 262 | 2 253 |

| 2015  | 2020  | 2022  | - | - | - | - | - | - |
| ----- | ----- | ----- | - | - | - | - | - | - |
| 2 247 | 2 156 | 2 152 | - | - | - | - | - | - |

#### Pyramide des âges
La population de la commune est relativement jeune.
En 2018, le taux de personnes d'un âge inférieur à 30 ans s'élève à 33,0 %, soit en dessous de la moyenne départementale (37,3 %). À l'inverse, le taux de personnes d'âge supérieur à 60 ans est de 30,2 % la même année, alors qu'il est de 23,8 % au niveau départemental.
En 2018, la commune comptait 1 098 hommes pour 1 117 femmes, soit un taux de 50,43 % de femmes, légèrement inférieur au taux départemental (51,42 %).
Les pyramides des âges de la commune et du département s'établissent comme suit.
| Hommes | Classe d’âge | Femmes |
| ------ | ------------ | ------ |
| 0,9    | 90 ou +      | 3,8    |
| 7,0    | 75-89 ans    | 10,9   |
| 18,4   | 60-74 ans    | 19,4   |
| 23,1   | 45-59 ans    | 19,2   |
| 16,5   | 30-44 ans    | 14,7   |
| 14,7   | 15-29 ans    | 15,8   |
| 19,4   | 0-14 ans     | 16,1   |

| Hommes | Classe d’âge | Femmes |
| ------ | ------------ | ------ |
| 0,6    | 90 ou +      | 1,8    |
| 6      | 75-89 ans    | 8,6    |
| 15,1   | 60-74 ans    | 16,4   |
| 19,4   | 45-59 ans    | 18,8   |
| 20,1   | 30-44 ans    | 19,3   |
| 19,2   | 15-29 ans    | 17,4   |
| 19,5   | 0-14 ans     | 17,6   |

## Culture locale et patrimoine

### Lieux et monuments
- Menhir des Pierres Velières, classé M.H.
- Église Saint-Pierre-et-Saint-Paul, néo-gothique, de grandes dimensions, probablement sur l'emplacement du premier château de Rougé ;
- Vestiges du château du Rouvre (XVe siècle) ;
- Manoir de Chamballan ;
- Manoir de l'Orgeraie (XVIe siècle) ;
- Manoir de Haut-Beauvais (XVIe siècle).

### Personnalités liées à la commune
- Bonabes Ier, de Rougé
- Olivier III de Rougé, de La Chapelle-Glain, du Bouays et du Theil-de-Bretagne
- Jean Ier, sire de Rougé, de Derval, de Grez-Neuville, de La Cornouaille, et de La Roche d'Iré. Fils de Guillaume Ier et d'Eustasie de Neuville. Il est tué pendant la guerre de Succession de Bretagne lors du combat de La Roche-Derrien, le 20 juin 1347, avec son père Guillaume Ier, son fils Jean II, et son beau-frère Olivier II de Tournemine.
- Jean, dit Jean II de Rougé de La Chapelle-Glain, seigneur de La Chapelle-Glain
- Bonabes IV, sire de Rougé et de Derval, vicomte de La Guerche, châtelain de Pontcallec (mort en 1377)
- Guillaume II de Rougé, chevalier banneret, sire de Rougé, de Derval, de Cinq-Mars-la-Pile, de La Roche d'Iré et de Neuville, vicomte de La Guerche (mort vers 1398)
- Le Gallois de Rougé, chevalier, seigneur du Bouays (mort vers 1469)
- Philippe Gildas, journaliste et animateur, y passa une partie de son enfance[27]
- Emmanuel Rabu, poète et performeur français y est né

### Héraldique, logotype et devise

#### Héraldique
| Blason | Blasonnement : De gueules à la croix pattée alésée d'or. Commentaires : Armes de la famille de Rougé brisées (la croix est d'or et non d'argent). Blason conçu par Louis Renaud. |

#### Devise
La devise de Rougé est Rougé rugit mais ne rougit.